# Xenorhynchia orasus
Xenorhynchia orasus är en tvåvingeart som först beskrevs av Walker 1849.  Xenorhynchia orasus ingår i släktet Xenorhynchia och familjen parasitflugor. Inga underarter finns listade i Catalogue of Life.